# Lobsing
Lobsing ist ein Ortsteil der Gemeinde Pförring im oberbayerischen Landkreis Eichstätt.

## Geografische Lage
Das Kirchdorf Lobsing liegt im Bereich der südlichen Frankenalb auf der Albhochfläche auf 385 m Meereshöhe am Dettenbach und an der Staatsstraße 2232 nördlich des Gemeindesitzes Pförring.

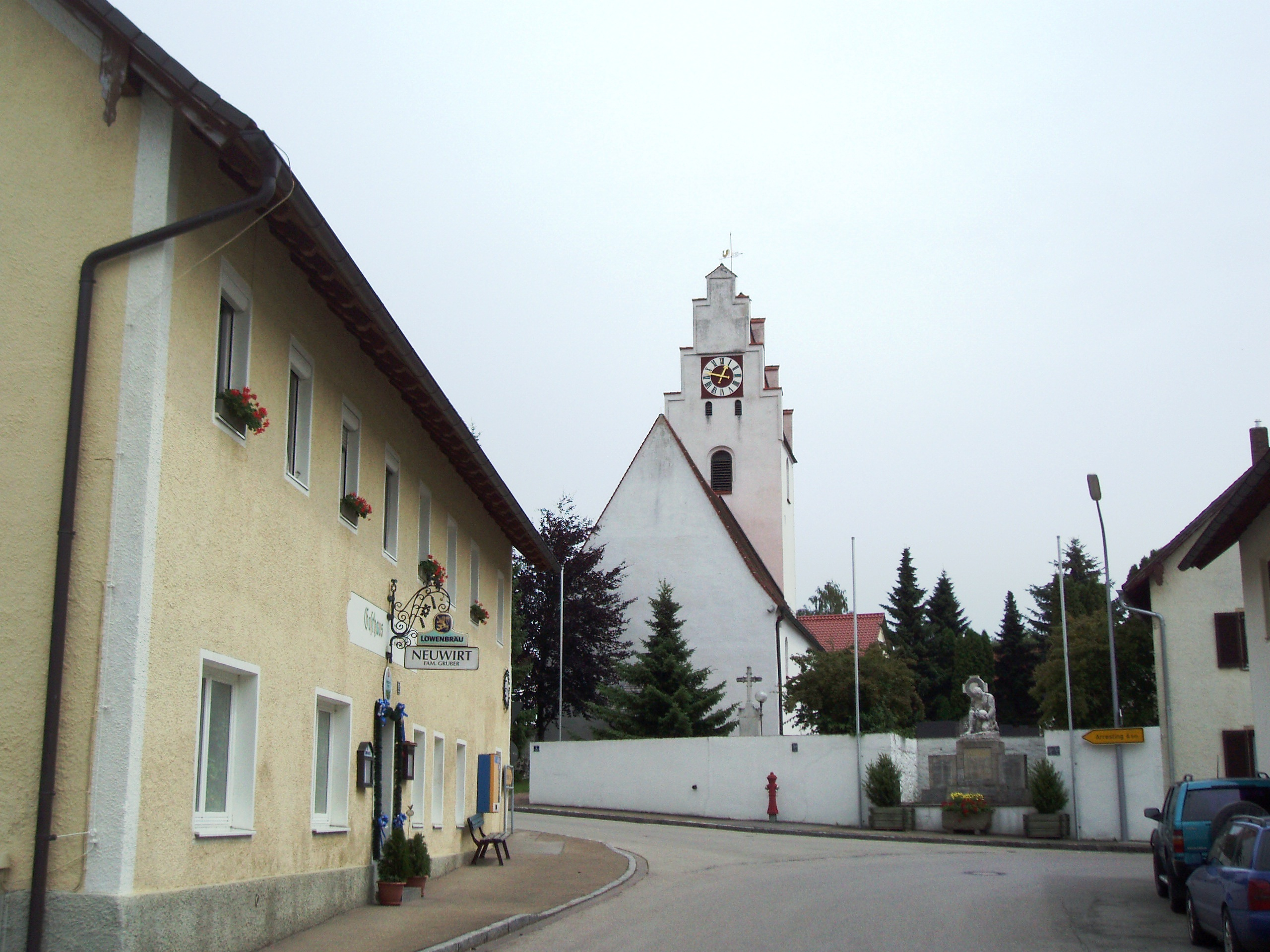
Die Kirche von Lobsing

## Geschichte
Südwestlich des Ortes finden sich Reste einer spätkeltischen Viereckschanze.
Eine erste urkundliche Erwähnung von Lobsing stammt von 1109, als das Benediktinerkloster Prüfening von Bischof Otto von Bamberg ein Hofgut zu Lobsing erhielt. Im 12. bis 14. Jahrhundert ist ein Ortsadel nachgewiesen. Der Wohnsitz dieser Herren von „Lobesingen“ ist abgegangen; er stand wahrscheinlich in der Nähe der Pfarrkirche, wo man 1844 auf entsprechende Mauerreste (steinerne Treppen und Gewölbe) stieß. Ein Ulrich de Lobesingen ist 1133 als Mönch des neu errichteten Klosters Rohr nachweisbar, und Wilwig von Lobsing baute als Äbtissin zu Niedermünster in Regensburg das 1257 abgebrannte Kloster wieder auf.
Im Dreißigjährigen Krieg wurde Lobsing zerstört; gegen Ende des 17. Jahrhunderts war er wieder aufgebaut. Zu leiden hatte der Ort auch im Österreichischen Erbfolgekrieg 1740 bis 1745, er wurde geplündert.
Ab 1953 wurde eine Flurbereinigung durchgeführt. Bis 1968 hatte Lobsing eine eigene Schule (sie war 1806 an der Stelle des ehemaligen Sitzes der Herren von Lobesingen neu gebaut worden); bis 1982 besuchten die Dorfkinder die Schule in Altmannstein, seitdem gehen sie in Pförring zur Schule. Als bei der Gebietsreform 1972 der oberpfälzische Landkreis Riedenburg aufgelöst wurde, kam Lobsing zusammen mit seinem Ortsteil Pirkenbrunn zum ehemals mittelfränkischen, nunmehr oberbayerischen Landkreis Eichstätt. Die Eingemeindung in den Markt Pförring erfolgte am 1. Mai 1978. 1983 waren im Ort bei 220 Einwohnern 20 landwirtschaftliche Vollerwerbs- und 15 Nebenerwerbsbetriebe ansässig. Es gibt einen Steinbruchbetrieb.

### Lobsing im 19. Jahrhundert
„Der Ort hat guten Feldbau und Wiesenwuchs, aber die ehemaligen schönen Waldungen sind größtenteils zu Grunde gerichtet, Hagelschäden sind nicht selten. Die Einwohnerschaft kann mit wenigen Ausnahmen, nicht wohlhabend genannt werden. Nach Lobsing sind eingepfarrt Imbath und Schwabstetten, dann die sogenannten Dörfer: Tödtenacker, Hirtenhausen, Mitter- und Oberoffendorf, welche durch einen Hilfspriester mit allen pfarrlichen Vorrichtungen versehen werden müssen; die ganze Bevölkerung der Pfarrei beträgt nur 668 Seelen. Die Pfarrpfründe besitzt einen ansehnlichen Widum mit einigen ansehnlichen und grundsoliden Zehenten, aber die Pfarrwaldung ist sehr herabgekommen.“ Zitat aus einer Beschreibung von Franz Xaver Mayer, Pfarrer in Riedenburg, aus dem Jahr 1838.

## Bauwerke
- Eine Ortskirche ist bereits 1301 erwähnt. Die heutige katholische Pfarrkirche St. Martin wurde Anfang des 18. Jahrhunderts neu erbaut.
- An der Straße nach Laimerstadt findet sich ein circa ein Meter hohes steinernes Sühnekreuz von 1594, vorne mit Ledermesser und Priefem in Relief.